# 博羅維察 (切爾卡瑟州)
49°14′36″N 32°29′20″E / 49.24333°N 32.48889°E

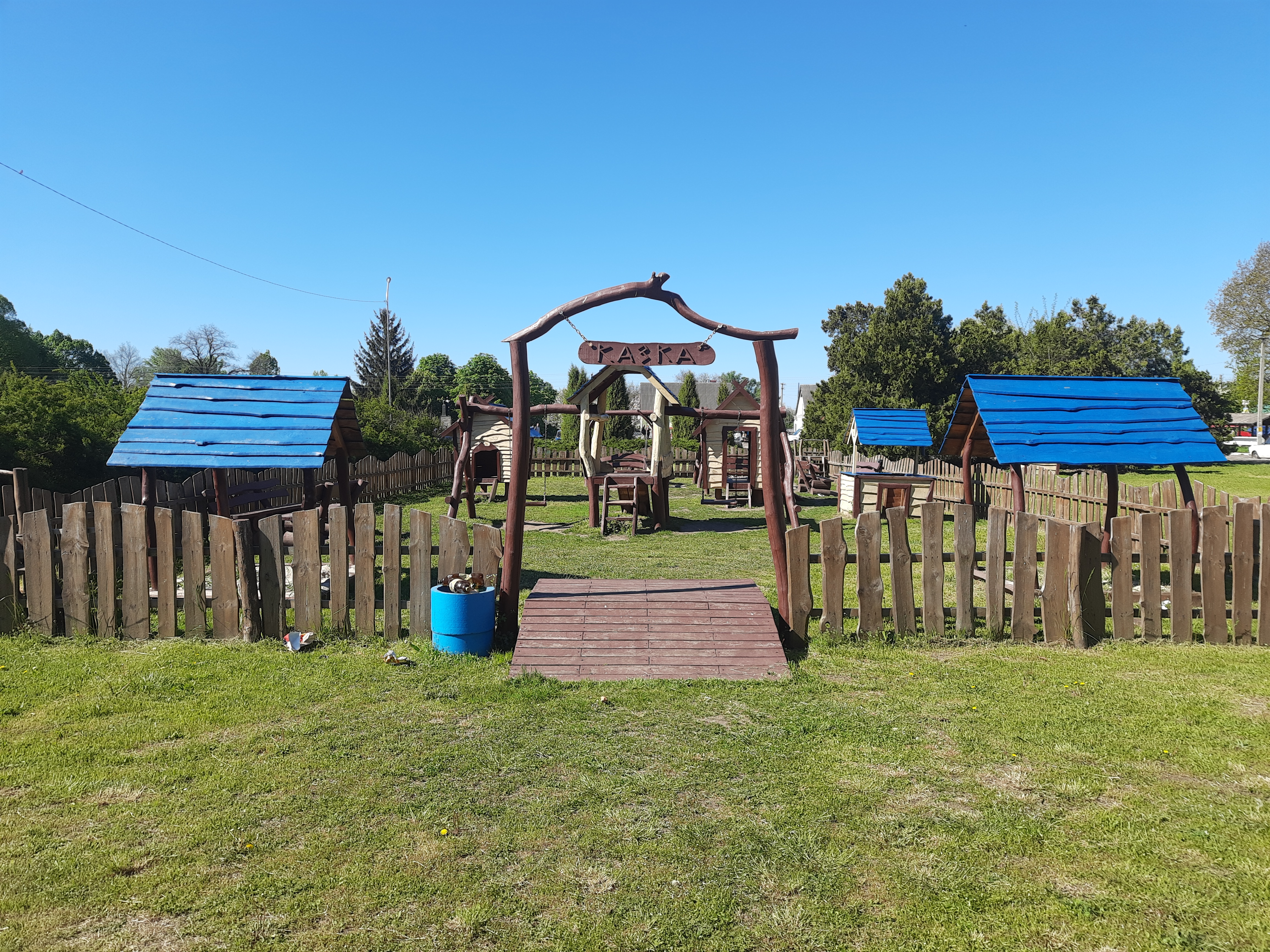
儿童游戏场

博羅維察（烏克蘭語：Боровиця）是烏克蘭中部切爾卡瑟州的村落，由切爾卡瑟區的薩胡尼夫卡市鎮所轄。該村始建於十八世紀，面積5.23平方公里，海拔高度90米，2001年人口共1,909人。